# SIRD
SIRD SA (Societatea de Întreținere și Reparații Drumuri) Timișoara este o companie de construcții din România. Compania face parte din grupul Tender SA. În iulie 2004, SIRD a achiziționat 70% din acțiunile companiei de construcții ICSH, deținute anterior de stat prin Autoritatea de Valorificare a Activelor Statului (AVAS).
Aceasta s-a înființat în anul 2001 prin desprinderea părții de mecanizare a DRDP Timișoara.
Cifra de afaceri în 2007: 86,4 milioane lei (26 milioane euro)